# Manuel De Sica
Manuel De Sica (* 24. Februar 1949 in Rom; † 5. Dezember 2014 ebenda) war ein italienischer Komponist.

## Leben

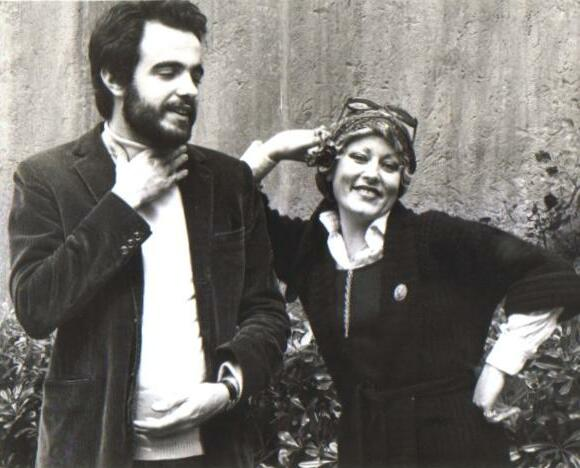
Manuel De Sica mit der Sängerin Nancy Cuomo (1974)

De Sica, Sohn des Schauspielers und Filmregisseurs Vittorio De Sica und der Schauspielerin María Mercader sowie Bruder von Christian De Sica, erhielt früh Musikunterricht und studierte unter anderem bei Bruno Maderna.
Nach einer Zeit mit der Gruppe The Ancients, die zwei LPs veröffentlichte und mehrere Fernsehauftritte absolvierte, verlegte er sich auf die Komposition.
Die Bandbreite seines Schaffens reichte von populären Liedkompositionen (unter anderem für Ella Fitzgerald und Tony Bennett) über Soundtracks bis zu zahlreichen klassischen Kammermusiken, die zum Beispiel von Salvatore Accardo und Enrico Dindo eingespielt wurden. Auch für das Fernsehen war De Sica tätig.
Seine erste von annähernd 90 Filmkompositionen schrieb De Sica 1968 für einen Film seines Vaters; auch die Musik für dessen mit dem Oscar ausgezeichneten Film Der Garten der Finzi Contini stammt von ihm. Selbst ausgezeichnet wurde Manuel De Sica 1992 für Al lupo al lupo von Carlo Verdone (Nastro d’Argento) und 1996 für Celluloide von Carlo Lizzani (David di Donatello). Mit seinem Bruder und den Regisseuren Enrico Oldoini und Carlo Vanzina arbeitete er über viele Jahre immer wieder zusammen.
1974 wandte De Sica sich auch kurzzeitig der Regie zu. Neben dem Kurzfilm Intorno entstand für das Fernsehen L’eroe, in dem sein Vater und sein Bruder Rollen übernahmen.
De Sica, der 2004 den Verdienstorden der Italienischen Republik erhalten hatte, starb im Alter von 65 Jahren in Rom nach einem Herzanfall.

## Diskografie (Auswahl)
- 1971: Voice per clarinetto (Edizioni Ricordi)
- 1971: Appunti per pianoforte per pianoforte (Edizioni Ricordi)
- 1972: Tre momenti per l’arpa – Sonata per arpa (Edizioni Ricordi)
- 1972: Il Giardino dei Finzi Contini colonna sonora originale dal film omonimo (BMG Ariola)
- 1972: Camorra colonna sonora originale dal film omonimo (BMG Ariola)
- 1974: Il viaggio colonna sonora originale dal film omonimo (CAM)
- 1976: Jones & Lewis meet De Sica (Thad Jones, Mel Lewis e Manuel De Sica) (Produttori Associati)
- 1990: Canti sotto le feste per coro di voci bianche (Edizioni Pentaflowers)
- 1991: Lo chiameremo Andrea colonna sonora originale dal film omonimo (CAM)
- 1994: Dellamorte Dellamore colonna sonora originale dal film omonimo (GDM)
- 1998: Il Giardino dei Finzi Contini – Suite per Orchestra (Ediz. BMG Ricordi)
- 1999: Adagio per violoncello e pianoforte (Ediz. BMG Ricordi)
- 1999: Adagio per viola o clarinetto e pianoforte Edizioni Sugar Music

## Filmografie (Auswahl)
- 1970: Der Garten der Finzi Contini (I giardino dei Finzi-Contini)
- 1972: Camorra
- 1972: Lo chiamavano Verità
- 1973: Die Reise nach Palermo (Il viaggio)
- 1976: Die verrückten Reichen (Folies bourgeoises)
- 1980: Sunday Lovers (Les séducteurs)
- 1983: Sklavin für einen Sommer (L’alcova)
- 1994: DellaMorte DellAmore